# Solenysa geumoensis
Solenysa geumoensis är en spindelart som beskrevs av Seo 1996. Solenysa geumoensis ingår i släktet Solenysa och familjen täckvävarspindlar. Inga underarter finns listade i Catalogue of Life.